# Companyia de Dansa Batsheva
La Companyia de Dansa Batsheva (en hebreu: להקת מחול בת-שבע‎) és una companyia de dansa de Tel-Aviv (Israel) fundada per Martha Graham i la baronessa Batsheva de Rothschild en l'any 1964. L'inici de la companyia va estar marcat pel interès creixent a Israel per la dansa contemporània americana, principalment Martha Graham i Anna Sokolow. Les classes seguint la tècnica de Martha Graham es van començar a oferir llavors. Algunes d'aquestes classes eren ensenyades per Rina Schenfeld i Rena Gluck, que van ser les ballarines principals de la companyia durant molts anys.
Batsheva de Rothschild va deixar de finançar la companyia l'any 1975, i aquesta va començar a perdre l'estètica que havia dominat la companyia durant els seus primers anys. Va ser durant aquest període de transició que la companyia va començar a incloure les obres d'artistes emergents i coreògrafs en el seu repertori. Poc després que Ohad Naharin fos nomenat director artístic en l'any 1990, va fundar la jove companyia, la Batsheva Ensemble per a ballarins amb edats entre els 18 i els 24 anys. Entre els seus graduats hi ha els coreògrafs Hofesh Shechter i Itzik Galili. El conjunt va fer una gira pel Regne Unit i va actuar en el Festival Internacional d'Edimburg en l'any 2012.